# Zdzisław Palewicz
Zdzisław Palewicz (* 1. September 1961 in Jančiūnai bei Eišiškės) ist ein litauischer Politiker, seit  2009 Bürgermeister der Rajongemeinde Šalčininkai.

## Leben
Nach dem Abitur absolvierte er 1984 das Diplomstudium für polnische Sprache am Vilniaus pedagoginis institutas und wurde Lehrer. Von 1984 bis 1985 war er Direktor der Mittelschule in  Kalesninkai, von 1985 bis 1991 erster Sekretär von Komsomol in Šalčininkai, von 1991 bis 1995 und von 2009 bis 2011 Bürgermeister sowie von 1995 bis 2009 stellvertretender Bürgermeister.
Palewicz ist verheiratet. Mit Frau Leokadija hat er die Tochter Justyna und den Sohn Zdzislav. 
Seit 2004 ist er Mitglied der Lietuvos lenkų rinkimų akcija.

## Quelle
- 2011 m. Lietuvos savivaldybių tarybų rinkimai

| Personendaten    | Personendaten          |
| ---------------- | ---------------------- |
| NAME             | Palewicz, Zdzisław     |
| KURZBESCHREIBUNG | litauischer Politiker  |
| GEBURTSDATUM     | 1. September 1961      |
| GEBURTSORT       | Jančiūnai bei Eišiškės |